# Championnat de France féminin de football 1983-1984
Navigation
Édition précédente Édition suivante
Le Division 1 1983-1984  est la 10e édition du championnat de France féminin de football. Les premiers niveau national du championnat féminin ont un format particulier lors de cette saison, en effet, lors d'une première phase, l'ensemble des équipes de première et deuxième division s'affrontent lors d'une phase commune opposant quarante-huit clubs répartis dans huit groupes de six équipes, en une série de douze rencontres jouées durant la première partie de la saison de football. Les trois meilleures équipes de chaque groupe sont alors qualifiées pour participer à la Division 1 et les trois derniers participent à la Division 2.
Dans un deuxième temps, les équipes participantes au championnat de première division sont réparties en quatre groupes de six équipes qui s'affrontent à deux reprises durant la deuxième moitié de la saison. Les meilleures équipes de chaque groupe se qualifient ensuite pour les demi-finales, avant que les deux meilleures équipes ne s'affrontent lors de la finale du championnat à la fin de la saison.
Lors de l'exercice précédent, le SMUC Saint-Joseph, l’Étoile de Menton, le Toulouse OM, le Langon FC, l'AS Gagnerie, l'US Villaines, le Tours EC, le FCE Le Neubourg, le Poissy JSF, l'AC Cambrésien, l'ASFF Épinal, et l'AS Toussieu, ont gagné le droit de participer au tournoi préliminaire après avoir remporté leurs compétitions régionales respectives.
À l'issue de la saison, l'ASJ Soyaux décroche le premier titre de champion de France de son histoire en battant en finale le VGA Saint-Maur sur le score d'un but à zéro. L'US Cannes-Bocca et le Grenoble FF sont quant à eux relégués pour des raisons administratives et financières.

## Participants
Ces tableaux présentent les vingt-quatre équipes qualifiées pour disputer le championnat 1983-1984. On y trouve le nom des clubs, la date de création du club, l'année de la dernière montée au sein de l'élite, la division dans laquelle ils évoluaient auparavant, le nom des stades ainsi que la capacité de ces derniers.
Le championnat comprend quatre groupes de six équipes.
Légende des couleurs
- Champion de Division 1 la saison précédente.
- Promu de division inférieure.

| \| ASF Muret Caluire SCSC US Cannes-Bocca FCF Valence Grenoble FF Toulouse OM \| Localisation des clubs engagés dans le groupe A du championnat. |
| ASF Muret Caluire SCSC US Cannes-Bocca FCF Valence Grenoble FF Toulouse OM                                                                       |

| Nom du club     | Date de création | Dernière montée | Division 1982-1983 | Stade                     | Capacité | Vict. |
| --------------- | ---------------- | --------------- | ------------------ | ------------------------- | -------- | ----- |
| ASF Muret       | -                | 1980            | D1                 | Stade Clément Ader        | 3 001    | /     |
| Caluire SCSC    | 1968             | 1976            | D1                 | Stade Terre des Lièvres   | -        | /     |
| US Cannes-Bocca | -                | 1980            | D1                 | Stade Pierre de Coubertin | -        | /     |
| FCF Valence     | -                | 1983            | D2                 | -                         | -        | /     |
| Grenoble FF     | 1983             | 1983            | D2                 | -                         | -        | /     |
| Toulouse OM     | -                | 1983            | Div. Inf.          | -                         | -        | /     |

| \| ASJ Soyaux Saint-Brieuc SC Stade quimperois US Montfaucon FCF Condéen US Villaines \| Localisation des clubs engagés dans le groupe B du championnat. |
| ASJ Soyaux Saint-Brieuc SC Stade quimperois US Montfaucon FCF Condéen US Villaines                                                                       |

| Nom du club      | Date de création | Dernière montée | Division 1982-1983 | Stade                | Capacité | Vict. |
| ---------------- | ---------------- | --------------- | ------------------ | -------------------- | -------- | ----- |
| ASJ Soyaux       | 1968             | -               | D1                 | Stade Léo-Lagrange   | 400      | /     |
| Saint-Brieuc SC  | 1973             | -               | D1                 | Stade Fred-Aubert    | 13 500   | /     |
| Stade quimpérois | 1971             | 1975            | D1                 | Stade de Kerhuel     | 2 040    | /     |
| US Montfaucon    | -                | 1980            | D1                 | Stade du Péché       | -        | /     |
| FCF Condéen      | 1978             | 1983            | D2                 | Stade Robert Gossart | -        | /     |
| US Villaines     | -                | 1983            | Div. Inf.          | -                    | -        | /     |

| \| AS Moulins FC Lyon Stade de Reims US Orléans VGA Saint-Maur Poissy JSF \| Localisation des clubs engagés dans le groupe C du championnat. |
| AS Moulins FC Lyon Stade de Reims US Orléans VGA Saint-Maur Poissy JSF                                                                       |

| Nom du club    | Date de création | Dernière montée | Division 1982-1983 | Stade                | Capacité | Vict. |
| -------------- | ---------------- | --------------- | ------------------ | -------------------- | -------- | ----- |
| AS Moulins     | -                | 1980            | D1                 | -                    | -        | /     |
| FC Lyon        | 1970             | 1978            | D1                 | Plaine de Gerland    | 2 200    | /     |
| Stade de Reims | 1968             | -               | D1                 | -                    | -        | 5     |
| US Orléans     | -                | 1980            | D1                 | -                    | -        | /     |
| VGA Saint-Maur | 1968             | -               | D1                 | Stade Adolphe-Chéron | -        | 1     |
| Poissy JSF     | -                | 1983            | Div. Inf.          | -                    | -        | /     |

| \| AS Étrœungt ES Juvisy-sur-Orge FC Metz FCF Hénin-Beaumont AO Boranaise FC Vendenheim \| Localisation des clubs engagés dans le groupe D du championnat. |
| AS Étrœungt ES Juvisy-sur-Orge FC Metz FCF Hénin-Beaumont AO Boranaise FC Vendenheim                                                                       |

| Nom du club        | Date de création | Dernière montée | Division 1982-1983 | Stade                  | Capacité | Vict. |
| ------------------ | ---------------- | --------------- | ------------------ | ---------------------- | -------- | ----- |
| AS Étrœungt        | -                | 1975            | D1                 | -                      | -        | 3     |
| ES Juvisy-sur-Orge | 1971             | 1980            | D1                 | Stade Georges Maquin   | 2 000    | /     |
| FC Metz            | -                | -               | D1                 | -                      | -        | /     |
| FCF Hénin-Beaumont | 1972             | -               | D1                 | Stade Octave-Birembaut | 3 000    | /     |
| AO Boranaise       | -                | 1983            | D2                 | Stade Municipal        | -        | /     |
| FC Vendenheim      | 1974             | 1983            | D2                 | Stade Waldeck          | -        | /     |

## Compétition

### Tour préliminaire
Le tour préliminaire est composé des quarante-huit équipes de Division 1 et de Division 2 qui sont réparties dans huit groupes de six.
Le classement est calculé avec le barème de points suivant : une victoire vaut deux points, le match nul un et la défaite zéro.
Critères de départage en cas d'égalité au classement :
1. classement aux points des matchs joués entre les clubs ex æquo ;
2. différence entre les buts marqués et les buts concédés par chacun d’eux au cours des matchs qui les ont opposés ;
3. différence entre les buts marqués et les buts concédés sur la totalité des matchs joués dans le championnat ;
4. plus grand nombre de buts marqués sur la totalité des matchs joués dans le championnat ;
5. en cas de nouvelle égalité, une rencontre supplémentaire aura lieu sur terrain neutre avec, éventuellement, l’épreuve des tirs au but.

Légende des couleurs
- Joue le titre de Division 1.
- Joue le titre de Division 2 et la relégation.
- T : Tenant du titre.
- P : Promu de division inférieure.

Source : Erik Garin et Hervé Morard, « France - List of Women Final Tables », sur rsssf.com
| Cls | Équipe                 | Pts |
| --- | ---------------------- | --- |
| 1   | FCF Valence            | 17  |
| 2   | US Cannes-Bocca        | 13  |
| 3   | Grenoble FF            | 13  |
| 4   | SMUC Saint-Joseph P    | 8   |
| 5   | Olympique de Marseille | 6   |
| 6   | Étoile de Menton P     | 1   |

| Cls | Équipe          | Pts |
| --- | --------------- | --- |
| 1   | ASJ Soyaux      | 17  |
| 2   | ASF Muret       | 15  |
| 3   | Toulouse OM P   | 11  |
| 4   | ASPTT Bordeaux  | 7   |
| 5   | ES Arpajonnaise | 6   |
| 6   | Langon FC P     | 4   |

| Cls | Équipe           | Pts |
| --- | ---------------- | --- |
| 1   | Saint-Brieuc SC  | 18  |
| 2   | Stade quimperois | 14  |
| 3   | US Montfaucon    | 12  |
| 4   | AS Gagnerie P    | 7   |
| 5   | FC Bergot        | 5   |
| 6   | FF Choletais     | 4   |

| Cls | Équipe         | Pts |
| --- | -------------- | --- |
| 1   | US Orléans     | 18  |
| 2   | FCF Condéen    | 17  |
| 3   | US Villaines P | 8   |
| 4   | Tours EC P     | 8   |
| 5   | AAJ Blois      | 5   |
| 6   | US Mans        | 4   |

| Cls | Équipe             | Pts |
| --- | ------------------ | --- |
| 1   | FCF Hénin-Beaumont | 18  |
| 2   | ES Juvisy-sur-Orge | 17  |
| 3   | AO Boranaise       | 12  |
| 4   | Paris SG           | 7   |
| 5   | FOS Hem            | 4   |
| 6   | FCE Le Neubourg P  | 3   |

| Cls | Équipe           | Pts |
| --- | ---------------- | --- |
| 1   | VGA Saint-Maur T | 20  |
| 2   | AS Étrœungt      | 16  |
| 3   | Poissy JSF P     | 10  |
| 4   | AS Saint-Quentin | 8   |
| 5   | AC Cambrésien P  | 6   |
| 6   | Dreux Femmes     | 0   |

| Cls | Équipe            | Pts |
| --- | ----------------- | --- |
| 1   | FC Vendenheim     | 16  |
| 2   | Stade de Reims    | 15  |
| 3   | FC Metz           | 14  |
| 4   | AS Nancy-Lorraine | 9   |
| 5   | FR Sessenheim     | 6   |
| 6   | ASFF Épinal P     | 0   |

| Cls | Équipe         | Pts |
| --- | -------------- | --- |
| 1   | Caluire SCSC   | 16  |
| 2   | FC Lyon        | 14  |
| 3   | AS Moulins     | 13  |
| 4   | AS Valentigney | 11  |
| 5   | FC Baldersheim | 3   |
| 6   | AS Toussieu P  | 3   |

### Tour principal de première division
Pour le tour principal de deuxième division, voir l'article sur la Division 2 1983-1984.
Classement
Le classement est calculé avec le barème de points suivant : une victoire vaut deux points, le match nul un et la défaite zéro.
Critères de départage en cas d'égalité au classement :
1. classement aux points des matchs joués entre les clubs ex æquo ;
2. différence entre les buts marqués et les buts concédés par chacun d’eux au cours des matchs qui les ont opposés ;
3. différence entre les buts marqués et les buts concédés sur la totalité des matchs joués dans le championnat ;
4. plus grand nombre de buts marqués sur la totalité des matchs joués dans le championnat ;
5. en cas de nouvelle égalité, une rencontre supplémentaire aura lieu sur terrain neutre avec, éventuellement, l’épreuve des tirs au but.

Légende des couleurs
- Qualifié pour les demi-finales de la compétition.
- T : Tenant du titre.
- P : Promu de division inférieure.

Source : Erik Garin et Hervé Morard, « France - List of Women Final Tables », sur rsssf.com
| Cls | Équipe          | Pts |
| --- | --------------- | --- |
| 1   | ASF Muret       | 16  |
| 2   | Caluire SCSC    | 14  |
| 3   | Toulouse OM P   | 11  |
| 4   | FCF Valence     | 10  |
| 5   | Grenoble FF     | 6   |
| 6   | US Cannes-Bocca | 2   |

| Cls | Équipe           | Pts |
| --- | ---------------- | --- |
| 1   | ASJ Soyaux       | 15  |
| 2   | Stade quimperois | 13  |
| 3   | Saint-Brieuc SC  | 10  |
| 4   | US Montfaucon    | 10  |
| 5   | FCF Condéen      | 8   |
| 6   | US Villaines P   | 0   |

| Cls | Équipe           | Pts |
| --- | ---------------- | --- |
| 1   | VGA Saint-Maur T | 17  |
| 2   | Stade de Reims   | 13  |
| 3   | AS Moulins       | 13  |
| 4   | US Orléans       | 8   |
| 5   | Poissy JSF P     | 5   |
| 6   | FC Lyon          | 4   |

| Cls | Équipe             | Pts |
| --- | ------------------ | --- |
| 1   | FCF Hénin-Beaumont | 16  |
| 2   | ES Juvisy-sur-Orge | 11  |
| 3   | FC Metz            | 11  |
| 4   | AS Étrœungt        | 10  |
| 5   | FC Vendenheim      | 7   |
| 6   | AO Boranaise       | 5   |

Résultats

### Phase finale
Source : Erik Garin et Hervé Morard, « France - List of Women Final Tables », sur rsssf.com
|  |            |                |                |                    |   |   |  |  |  |  |  |  |                 |  |  |  |
|  |            |                |                |                    |   |   |  |  |  |  |  |  |                 |  |  |  |
|  |            |                |                |                    |   |   |  |  |  |  |  |  | Sully-sur-Loire |  |  |  |
|  |            |                |                |                    |   |   |  |  |  |  |  |  |                 |  |  |  |
|  |            |                |                |                    |   |   |  |  |  |  |  |  |                 |  |  |  |
|  |            |                |                |                    |   |   |  |  |  |  |  |  |                 |  |  |  |
|  |            |                |                |                    |   |   |  |  |  |  |  |  |                 |  |  |  |
|  | 1er gr.B   | ASJ Soyaux     | 2              | 1                  |   |   |  |  |  |  |  |  |                 |  |  |  |
|  | 1er gr.B   | ASJ Soyaux     | 2              | 1                  |   |   |  |  |  |  |  |  |                 |  |  |  |
|  |            |                | 1er gr.D       | FCF Hénin-Beaumont | 2 | 0 |  |  |  |  |  |  |                 |  |  |  |
|  |            |                |                |                    | 2 | 0 |  |  |  |  |  |  |                 |  |  |  |
|  |            |                |                |                    |   |   |  |  |  |  |  |  |                 |  |  |  |
|  |            |                |                |                    |   |   |  |  |  |  |  |  |                 |  |  |  |
|  | ASJ Soyaux | ASJ Soyaux     | 1              | 1                  |   |   |  |  |  |  |  |  |                 |  |  |  |
|  | ASJ Soyaux | ASJ Soyaux     | 1              | 1                  |   |   |  |  |  |  |  |  |                 |  |  |  |
|  |            |                | VGA Saint-Maur | VGA Saint-Maur     | 0 | 0 |  |  |  |  |  |  |                 |  |  |  |
|  |            |                |                |                    | 0 | 0 |  |  |  |  |  |  |                 |  |  |  |
|  |            |                |                |                    |   |   |  |  |  |  |  |  |                 |  |  |  |
|  |            |                |                |                    |   |   |  |  |  |  |  |  |                 |  |  |  |
|  | 1er gr.C   | VGA Saint-Maur | 1              | 4                  |   |   |  |  |  |  |  |  |                 |  |  |  |
|  | 1er gr.C   | VGA Saint-Maur | 1              | 4                  |   |   |  |  |  |  |  |  |                 |  |  |  |
|  |            |                | 1er gr.A       | ASF Muret          | 1 | 2 |  |  |  |  |  |  |                 |  |  |  |
|  |            |                |                |                    | 1 | 2 |  |  |  |  |  |  |                 |  |  |  |
|  |            |                |                |                    |   |   |  |  |  |  |  |  |                 |  |  |  |
|  |            |                |                |                    |   |   |  |  |  |  |  |  |                 |  |  |  |
|  |            |                |                |                    |   |   |  |  |  |  |  |  |                 |  |  |  |
|  |            |                |                |                    |   |   |  |  |  |  |  |  |                 |  |  |  |

## Bilan de la saison
| Championnat de France féminin de football 1983-1984 |                        |
| Champion                                            | ASJ Soyaux (1er titre) |
| Dauphin                                             | VGA Saint-Maur         |
| Promotions et relégations                           |                        |
| Promus en Division 1/2 (Tour préliminaire)          | ASPTT Strasbourg       |
| Promus en Division 1/2 (Tour préliminaire)          | AC Gy                  |
| Promus en Division 1/2 (Tour préliminaire)          | UA Valettoise          |
| Promus en Division 1/2 (Tour préliminaire)          | PF Cavaillon           |
| Promus en Division 1/2 (Tour préliminaire)          | FC Sens                |
| Promus en Division 1/2 (Tour préliminaire)          | AC Landouge            |
| Promus en Division 1/2 (Tour préliminaire)          | UC Bricquebec          |
| Promus en Division 1/2 (Tour préliminaire)          | AC Abbeville           |
| Promus en Division 1/2 (Tour préliminaire)          | FC Riom                |
| Promus en Division 1/2 (Tour préliminaire)          | Toulouse OAC           |
| Relégués en Division d'Honneur                      | US Cannes-Bocca        |
| Relégués en Division d'Honneur                      | Grenoble FF            |

 inférieure